# 耳姓
耳姓為中文姓氏之一，是華人很少見的姓。《康熙字典》、《百家姓》皆無記錄此姓，直到明朝《千家姓》才出现。

## 延伸阅读
[在维基数据编辑]
 《欽定古今圖書集成·明倫彙編·氏族典·耳姓部》，出自陈梦雷《古今圖書集成》